# Jack Body
Jack Body, ONZM (Te Aroha, 1944 - Wellington, 10 de mayo de 2015), fue un compositor, fotógrafo y etnomusicólogo neozelandés. 
Estudió en la Universidad de Auckland entre 1963 y 1967. Asistió a la Ferien Kurse für Neue Musik y al Instituto de fonología de Utrecht (Países Bajos) de 1969 a 1970. En el periodo 1976-1977, fue conferenciante invitado en la Akademi Musik en Yogyakarta (Indonesia).  Desde 1980 se encontraba dictando conferencias en la Universidad Victoria de Wellington.
Su música abarca casi todos los géneros, incluyendo solistas y música de cámara, música orquestal, música incidental para teatro, danza y música para cine, así como música electroacústica. Tenía una gran fascinación con la música y las culturas de Asia, particularmente Indonesia, y fue una fuerte influencia en la música asiática. Su ópera se estrenó Alley a mucha repercusión en 1998 en el Festival internacional de las artes de Nueva Zelanda. Pero su composición más conocida para el público de Nueva Zelanda es el tema del programa Close to Home de 1975.
Editó numerosos discos de música de Nueva Zelanda. Jack fue director artístico de la región del Asia-Pacífico en Festivales y Conferencias. En 1984 y 1992, se centró en la música tradicional y contemporánea, de Nueva Zelanda y sus vecinos de Asia y el Pacífico. En 2002 ganó el Premio Nueva Zelanda a la Mejor Música Clásica.
También trabajó en la fotografía experimental, y recibió comisiones de varias galerías públicas.